# 艾爾角
艾爾角是曼島的最北端。它位於拉姆齊以北6英里（10公里）處的拉姆齊灣北端。從布里德可經A16公路到達艾爾角。曼島最古老的燈塔艾爾角燈塔就坐落於此。

## 概述
艾爾角是曼島上距離英國最近的點，位於蘇格蘭伯羅角以南16英里（26公里）處。
艾爾這個名字來自挪威語Eyrr，意思是礫石堤岸。離岸的強勁水流導致不斷變化的卵石堆積，因此海灘會隨著每次潮汐而改變形狀。
艾爾角的潮差提供了絕佳的海灘垂釣場所。遊客們被燈塔周圍的金雀花和石南花所吸引，這些金雀花與石南花與向西南延伸的沙丘融為一體，為稀有野花提供掩護，並構成曼島國家遺產自然保護區的一部分。全年都有各種陸地動物和海鳥造訪該地區，許多灰海豹也是如此。